# Georg Ludwig von Zastrow
Georg Ludwig von Zastrow (* 1710; † März 1762 bei Wolfenbüttel) war herzoglich braunschweig-lüneburgischer Generalmajor.

## Familie
Georg von Zastrow entstammte der Familie Zastrow, er war ein Sohn oder Enkel des Bernd Christian von Zastrow (1644–1717), Erbherr auf Kölpin, Bärwalde und Neuhof. 

## Leben
Zastrow war 1721 zunächst Page des regierenden Herzogs August Wilhelm von Braunschweig in Wolfenbüttel.
1725 wurde er Fähnrich im Dragonerregiment, ging später zur Infanterie über und befand sich bei Beginn des Siebenjährigen Krieges als Oberst und Regimentskommandeur bei den braunschweigischen Truppen.
Unter dem Kommando von Generalleutnant von Imhoff zeichnete sich Zastrow, der inzwischen zum Generalmajor befördert worden war, besonders in der Schlacht bei Mehr aus, was Imhoff in seinem Gefechtsbericht ausdrücklich anerkannte.
Am 10. Oktober 1758 stand er in der Schlacht bei Lutterberg unter dem Befehl des hannoverschen Generals von Oberg, zeichnete sich auf dem linken Flügel aus und wurde schwer verwundet sowie nach dem Sieg der Franzosen unter Generalleutnants Soubise gefangen genommen. 
1759, Zastrow war Kommandant von Minden, geriet er erneut Gefangenschaft, als er vom Herzog von Broglie mit überlegenen Kräften angegriffen wurde und kapitulieren musste. 1760 war er Kommandant von Kassel.
1761 belagerte er gemeinsam mit dem hessischen General Schlüter erfolglos Ziegenhain, wurde anschließend bei Leimsfeld mit Übermacht angegriffen und zersprengt. Erneut geriet er hierbei in Gefangenschaft. Am 10. Oktober desselben Jahres musste er  Wolfenbüttel an den Prinzen Xaver von Sachsen übergeben.